# Milan Petrilák
Milan Petrilák (* 22. května 1960) je český politik a právník, v letech 2024 až 2025 primátor města Chomutov, předtím v letech 2018 až 2024 postupně radní a náměstek primátora města, člen hnutí ANO.

## Život
Vystudoval práva, má dlouhodobé zkušenosti ze stavebnictví. V letech 2014 a 2022 uváděl jako své povolání právník, v roce 2016 podnikový právník a v letech 2018 a 2020 pak vedoucí právního oddělení/odboru. Od března 2015 působí jako člen dozorčí rady společnosti Teplo Chomutov.
Milan Petrilák žije ve městě Chomutov.

## Politické působení
V komunálních volbách v roce 2014 kandidoval jako nestraník za hnutí ANO do Zastupitelstva města Chomutov, ale neuspěl. Zvolen byl až ve volbách v roce 2018, kdy už kandidoval jako člen hnutí ANO. V listopadu 2018 se pak stal radním města. Ve volbách v září 2022 obhájil nejprve post zastupitele města a následně v říjnu 2022 i funkci radního města. Na konci roku 2023 však na post náměstka primátora rezignoval David Dinda, jelikož jej Policie ČR obvinila v souvislosti s hlasováním o podpoře hokejového klubu Piráti Chomutov ještě v roce 2016 (pozn. trestní stíhání Davida Dindy se později ukázalo jako nezákonné). V prosinci 2023 se tak jeho nástupcem ve funkci 2. náměstka primátora stal právě Petrilák. Do gesce dostal investice, informační technologie, městskou společnost Kultura a sport Chomutov a příspěvkové organizace Městské lesy Chomutov a Zoopark Chomutov.
V srpnu 2024 však Policie ČR zadržela tehdejšího primátora města Marka Hrabáče v souvislosti s kauzou machinací s veřejnými zakázkami a ještě v tom samém měsíci zastupitelé Hrabáče odvolali z funkce. Dne 16. září 2024 byl pak novým primátorem města Chomutov zvolen Petrilák. Jako primátor měl ve své gesci odbor ekonomie, rozvoje a investic, interního auditu, životního prostředí a byl pověřený řízením městské policie. Metodicky také řídil Dopravní podnik měst Chomutova a Jirkova, společnost Chomutovskou bytovou a Technické služby. Na funkci rezignoval v červnu 2025 v souvislosti s obviněním z korupce.
V krajské volbách v roce 2016 kandidoval jako člen hnutí ANO do Zastupitelstva Ústeckého kraje, ale neuspěl. Stejně tak ve volbách v roce 2020. Kandidoval rovněž ve volbách v roce 2024, ale opět neuspěl.